# 李聖学
李 聖学（イ・ソンハク、朝鮮語: 이성학/李聖學、1906年10月14日 - 1980年10月22日）は、日本統治時代の朝鮮および大韓民国の公務員、政治家、人権活動家、民主化運動家。制憲韓国国会議員。

## 経歴
全羅南道海南郡出身。全州高等普通学校卒（4年修了）、中央神学校卒。海南郡庁・海南面事務所勤務を経て、海南郡錦江水利組合書記を務めた。光復後は大韓独立促成国民会海南郡支部総務部長、大韓独立促成労農総連盟海南郡支部委員長、大韓独立促成青年連盟海南郡支部委員長、韓国民族代表大会代議員、大同青年団海南郡団長、制憲国会議員、国会外務国防委員会委員、木浦永興中学校校長、貞明女子中学校校長を務めた。国会議員在任中は地方自治法重改正法律案を提案し、国連総会韓国代表宛に感謝決議文起草委員長を務めた。また、キリスト教徒としても活動し、海南教会長老、和順教会伝道師、光州楊林教会長老、光州YMCA総務を務めた。
1978年に光州NCC人権委員長を務め、反維新活動と人権活動を行い、拘束された民衆・学生たちのために裁判所・検察・警察署を奔走し、助命活動を展開した。1980年の5・18光州民主化運動の時は指導部に参加し、軍事政権に抵抗したため、指名手配を受けた。同年10月22日、光州基督病院で老衰により死去。享年75。葬地は5・18国立墓地。

## エピソード
1949年10月24日、国会フラクション事件により逮捕された議員たちの釈放提案に対し、反共の立場から反対意見を述べた。